# Amerikanistika
Amerikanistika je vědní obor, který se zabývá studiem
- jazyků, literatury, politiky, hospodářství, dějin a kultury obyvatel Ameriky (zejména Severní, protože zbytek se obvykle studuje v rámci romanistiky), v užším smyslu jen Spojených států amerických.
- dějin a kultury Předkolumbovské Ameriky a Indiánů.[1]

K významným českým amerikanistům například patří:
- Alberto Vojtěch Frič
- Tadeáš Haenke
- Josef Jařab
- Jaroslav Peprník
- Josef Polišenský
- Miloslav Stingl
- Václav Šolc